# Lista amerykańskich senatorów ze stanu Illinois
Lista amerykańskich senatorów ze stanu Illinois – senatorzy wybrani ze stanu Illinois.
Stan Illinois został włączony do Unii  3 grudnia 1818 roku. Posiada prawo do mandatów senatorskich 2. i 3. klasy. Do 8 kwietnia 1913 roku (ratyfikowania 17. poprawki do Konstytucji) senatorowie byli wybierani przez stanowy parlament. Od tego czasu wybierani są w wyborach powszechnych.

## 2. klasa
| Lp.   | Imię i nazwisko              | Imię i nazwisko                                     | Od                   | Do                   | Partia                                             | Kadencja                                                                                          | Uwagi |
| ----- | ---------------------------- | --------------------------------------------------- | -------------------- | -------------------- | -------------------------------------------------- | ------------------------------------------------------------------------------------------------- | --- |
| 1     | Jesse B. Thomas              |                                                     | 3 grudnia 1818       | 4 marca 1829         | Partia Demokratyczno-Republikańska                 | 1                                                                                                 | Wybrany w 1818 |
| 1     | Jesse B. Thomas              | National Republican Party (późniejsza Partia Wigów) | 3 grudnia 1818       | 4 marca 1829         | 2                                                  | Reelekcja w 1823 Nie starał się o reelekcję w 1829                                                | |
| 2     | John McLean                  |                                                     | 4 marca 1829         | 14 października 1830 | Jacksonian Party (późniejsza Partia Demokratyczna) | 3                                                                                                 | Wybrany w 1829 Zmarł w trakcie pełnienia urzędu w 1830                                                                                     |
| Wakat | Wakat                        | Wakat                                               | 14 października 1830 | 12 listopada 1830    |                                                    | 3                                                                                                 | |
| 3     | David J. Baker               |                                                     | 12 listopada 1830    | 11 grudnia 1830      | Jacksonian Party                                   | 3                                                                                                 | Mianowany do kontynuowania kadencji w 1830 Zrezygnował po wyborze następcy                                                                 |
| 4     | John McCracken Robinson      |                                                     | 11 grudnia 1830      | 4 marca 1841         | Jacksonian Party                                   | 3                                                                                                 | Wybrany do dokończenia kadencji w wyborach specjalnych w 1830                                                                              |
| 4     | John McCracken Robinson      | Partia Demokratyczna                                | 11 grudnia 1830      | 4 marca 1841         | 4                                                  | Reelekcja w 1835 Nie starał się o reelekcję w 1841                                                | |
| 5     | Samuel McRoberts             |                                                     | 4 marca 1841         | 27 marca 1843        | Partia Demokratyczna                               | 5                                                                                                 | Wybrany w 1841 Zmarł w trakcie pełnienia urzędu w 1843                                                                                     |
| Wakat | Wakat                        | Wakat                                               | 27 marca 1843        | 16 sierpnia 1843     |                                                    | 5                                                                                                 | |
| 6     | James Semple                 |                                                     | 16 sierpnia 1843     | 4 marca 1847         | Partia Demokratyczna                               | 5                                                                                                 | Mianowany do kontynuowania kadencji w 1843 Wybrany do dokończenia kadencji w wyborach specjalnych w 1844 Nie starał się o reelekcję w 1846 |
| 7     | Stephen A. Douglas           |                                                     | 4 marca 1847         | 3 czerwca 1861       | Partia Demokratyczna                               | 6                                                                                                 | Wybrany w 1846 |
| 7     | Stephen A. Douglas           | 7                                                   | 4 marca 1847         | 3 czerwca 1861       | Partia Demokratyczna                               | Reelekcja w 1852                                                                                  | |
| 7     | Stephen A. Douglas           | 8                                                   | 4 marca 1847         | 3 czerwca 1861       | Partia Demokratyczna                               | Reelekcja w 1858 Kandydat demokratów na Prezydenta w 1860 Zmarł w trakcie pełnienia urzędu w 1861 | |
| Wakat | Wakat                        | Wakat                                               | 3 czerwca 1861       | 26 czerwca 1861      |                                                    | 8                                                                                                 | |
| 8     | Orville Hickman Browning     |                                                     | 26 czerwca 1861      | 12 stycznia 1863     | Partia Republikańska                               | 8                                                                                                 | Mianowany do kontynuowania kadencji w 1861 Przegrał wybory specjalne o dokończenie kadencji w 1863                                         |
| 9     | William Alexander Richardson |                                                     | 12 stycznia 1863     | 4 marca 1865         | Partia Demokratyczna                               | 8                                                                                                 | Wybrany do dokończenia kadencji w wyborach specjalnych w 1863 Nie starał się o reelekcję                                                   |
| 10    | Richard Yates                |                                                     | 4 marca 1865         | 4 marca 1871         | Partia Republikańska                               | 9                                                                                                 | Wybrany w 1864 lub 1865 Nie starał się o reelekcję                                                                                         |
| 11    | John A. Logan                |                                                     | 4 marca 1871         | 4 marca 1877         | Partia Republikańska                               | 10                                                                                                | Wybrany w 1870 lub 1871 Przegrał wybory |
| 12    | David Davis                  |                                                     | 4 marca 1877         | 4 marca 1883         | Niezależny                                         | 11                                                                                                | Wybrany w 1876 lub 1877 Nie starał się o reelekcję w 1882                                                                                  |
| 13    | Shelby Moore Cullom          |                                                     | 4 marca 1883         | 4 marca 1913         | Partia Republikańska                               | 12                                                                                                | Wybrany w 1882 |
| 13    | Shelby Moore Cullom          | 13                                                  | 4 marca 1883         | 4 marca 1913         | Partia Republikańska                               | Reelekcja w 1888                                                                                  | |
| 13    | Shelby Moore Cullom          | 14                                                  | 4 marca 1883         | 4 marca 1913         | Partia Republikańska                               | Reelekcja w 1894                                                                                  | |
| 13    | Shelby Moore Cullom          | 15                                                  | 4 marca 1883         | 4 marca 1913         | Partia Republikańska                               | Reelekcja w 1901                                                                                  | |
| 13    | Shelby Moore Cullom          | 16                                                  | 4 marca 1883         | 4 marca 1913         | Partia Republikańska                               | Reelekcja w 1907 Przegrał wybory w 1913                                                           | |
| Wakat | Wakat                        | Wakat                                               | 4 marca 1913         | 26 marca 1913        |                                                    | 17                                                                                                | Parlament nie zdołał wybrać senatora |
| 14    | J. Hamilton Lewis            |                                                     | 26 marca 1913        | 4 marca 1919         | Partia Demokratyczna                               | 17                                                                                                | Wybrany z opóźnieniem w 1913 Przegrał wybory w 1918                                                                                        |
| 15    | Joseph M. McCormick          |                                                     | 4 marca 1919         | 25 lutego 1925       | Partia Republikańska                               | 18                                                                                                | Wybrany w 1918 Przegrał prawybory w 1924 Zmarł przed końcem kadencji w 1925                                                                |
| 16    | Charles S. Deneen            |                                                     | 26 lutego 1925       | 4 marca 1931         | Partia Republikańska                               | 18                                                                                                | Mianowany do dokończenia kadencji, będąc już wcześniej wybrany na pełną, 6-letnią kadencję                                                 |
| 16    | Charles S. Deneen            | 19                                                  | 26 lutego 1925       | 4 marca 1931         | Partia Republikańska                               | Wybrany w 1924 Przegrał prawybory w 1930                                                          | |
| 17    | J. Hamilton Lewis            |                                                     | 4 marca 1931         | 9 kwietnia 1939      | Partia Demokratyczna                               | 20                                                                                                | Wybrany w 1930 |
| 17    | J. Hamilton Lewis            | 21                                                  | 4 marca 1931         | 9 kwietnia 1939      | Partia Demokratyczna                               | Reelekcja w 1936 Zmarł w trakcie pełnienia urzędu w 1939                                          | |
| Wakat | Wakat                        | Wakat                                               | 9 kwietnia 1939      | 14 kwietnia 1939     |                                                    | 21                                                                                                | |
| 18    | James M. Slattery            |                                                     | 14 kwietnia 1939     | 21 listopada 1940    | Partia Demokratyczna                               | 21                                                                                                | Mianowany do kontynuowania kadencji w 1939 Przegrał wybory specjalne o dokończenie kadencji w 1940                                         |
| 19    | Charles W. Brooks            |                                                     | 21 listopada 1940    | 3 stycznia 1949      | Partia Republikańska                               | 21                                                                                                | Wybrany do dokończenia kadencji w wyborach specjalnych w 1940                                                                              |
| 19    | Charles W. Brooks            | 22                                                  | 21 listopada 1940    | 3 stycznia 1949      | Partia Republikańska                               | Reelekcja w 1942 Przegrał wybory w 1948                                                           | |
| 20    | Paul Douglas                 |                                                     | 3 stycznia 1949      | 3 stycznia 1967      | Partia Demokratyczna                               | 23                                                                                                | Wybrany w 1948 |
| 20    | Paul Douglas                 | 24                                                  | 3 stycznia 1949      | 3 stycznia 1967      | Partia Demokratyczna                               | Reelekcja w 1954                                                                                  | |
| 20    | Paul Douglas                 | 25                                                  | 3 stycznia 1949      | 3 stycznia 1967      | Partia Demokratyczna                               | Reelekcja w 1960 Przegrał wybory w 1966                                                           | |
| 21    | Charles H. Percy             |                                                     | 3 stycznia 1967      | 3 stycznia 1985      | Partia Republikańska                               | 26                                                                                                | Wybrany w 1966 |
| 21    | Charles H. Percy             | 27                                                  | 3 stycznia 1967      | 3 stycznia 1985      | Partia Republikańska                               | Reelekcja w 1972                                                                                  | |
| 21    | Charles H. Percy             | 28                                                  | 3 stycznia 1967      | 3 stycznia 1985      | Partia Republikańska                               | Reelekcja w 1978 Przegrał wybory w 1984                                                           | |
| 22    | Paul Simon                   |                                                     | 3 stycznia 1985      | 3 stycznia 1997      | Partia Demokratyczna                               | 29                                                                                                | Wybrany w 1984 |
| 22    | Paul Simon                   | 30                                                  | 3 stycznia 1985      | 3 stycznia 1997      | Partia Demokratyczna                               | Reelekcja w 1990 Nie starał się o reelekcję w 1996                                                | |
| 23    | Richard Durbin               |                                                     | 3 stycznia 1997      |                      | Partia Demokratyczna                               | 31                                                                                                | Wybrany w 1996 |
| 23    | Richard Durbin               | 32                                                  | 3 stycznia 1997      | Reelekcja w 2002     | Partia Demokratyczna                               |                                                                                                   | |
| 23    | Richard Durbin               | 33                                                  | 3 stycznia 1997      | Reelekcja w 2008     | Partia Demokratyczna                               |                                                                                                   | |
| 23    | Richard Durbin               | 34                                                  | 3 stycznia 1997      | Reelekcja w 2014     | Partia Demokratyczna                               |                                                                                                   | |
| 23    | Richard Durbin               | 35                                                  | 3 stycznia 1997      | Reelekcja w 2020     | Partia Demokratyczna                               |                                                                                                   | |

## 3. klasa
| Lp.   | Imię i nazwisko        | Imię i nazwisko | Od                   | Do                   | Partia                                             | Kadencja                                                          | Uwagi |
| ----- | ---------------------- | --------------- | -------------------- | -------------------- | -------------------------------------------------- | ----------------------------------------------------------------- | --- |
| 1     | Ninian Edwards         |                 | 3 grudnia 1818       | 4 marca 1824         | Partia Demokratyczno-Republikańska                 | 1                                                                 | Wybrany w 1818 |
| 1     | Ninian Edwards         | 2               | 3 grudnia 1818       | 4 marca 1824         | Partia Demokratyczno-Republikańska                 | Reelekcja w 1819 Zrezygnował w trakcie trwania kadencji w 1824    | |
| Wakat | Wakat                  | Wakat           | 4 marca 1824         | 24 listopada 1824    |                                                    | 2                                                                 | |
| 2     | John McLean            |                 | 24 listopada 1824    | 4 marca 1825         | Partia Demokratyczno-Republikańska                 | 2                                                                 | Wybrany do dokończenia kadencji w wyborach specjalnych w 1824 Nie starał się o wybór na pełną, 6-letnią kadencję                                                              |
| 3     | Elias Kane             |                 | 4 marca 1825         | 12 grudnia 1835      | Jacksonian Party (późniejsza Partia Demokratyczna) | 3                                                                 | Wybrany w 1825 |
| 3     | Elias Kane             | 4               | 4 marca 1825         | 12 grudnia 1835      | Jacksonian Party (późniejsza Partia Demokratyczna) | Reelekcja w 1831 Zmarł w trakcie pełnienia urzędu w 1835          | |
| Wakat | Wakat                  | Wakat           | 12 grudnia 1835      | 30 grudnia 1835      |                                                    | 4                                                                 | |
| 4     | William Lee D. Ewing   |                 | 30 grudnia 1835      | 4 marca 1837         | Jacksonian Party                                   | 4                                                                 | Mianowany do dokończenia kadencji w 1835 Przegrał wybory na pełną, 6-letnią kadencję w 1837                                                                                   |
| 5     | Richard M. Young       |                 | 4 marca 1837         | 4 marca 1843         | Partia Demokratyczna                               | 5                                                                 | Wybrany w 1837 Nie starał się o reelekcję w 1843 |
| 6     | Sidney Breese          |                 | 4 marca 1843         | 4 marca 1849         | Partia Demokratyczna                               | 6                                                                 | Wybrany w 1843 Przegrał wybory w 1849 |
| 7     | James Shields          |                 | 4 marca 1849         | 15 marca 1849        | Partia Demokratyczna                               | 7                                                                 | Wybrany w 1849 Wybór unieważniony (kandydat nie spełniał wymogów formalnych)                                                                                                  |
| Wakat | Wakat                  | Wakat           | 15 marca 1849        | 27 października 1849 |                                                    | 7                                                                 | |
| 7     | James Shields          |                 | 27 października 1849 | 4 marca 1855         | Partia Demokratyczna                               | 7                                                                 | Wybrany do dokończenia własnej kadencji w wyborach specjalnych w 1849 Przegrał wybory                                                                                         |
| 8     | Lyman Trumbull         |                 | 4 marca 1855         | 4 marca 1873         | Partia Republikańska (od 1856)                     | 8                                                                 | Wybrany (jako demokrata) w 1854 lub 1855 |
| 8     | Lyman Trumbull         | 9               | 4 marca 1855         | 4 marca 1873         | Partia Republikańska (od 1856)                     | Reelekcja w 1861                                                  | |
| 8     | Lyman Trumbull         | 10              | 4 marca 1855         | 4 marca 1873         | Partia Republikańska (od 1856)                     | Reelekcja w 1867 Nie starał się o reelekcję                       | |
| 9     | Richard J. Oglesby     |                 | 4 marca 1873         | 4 marca 1879         | Partia Republikańska                               | 11                                                                | Wybrany w 1872 lub 1873 Nie starał się o reelekcję w 1879 |
| 10    | John A. Logan          |                 | 4 marca 1879         | 4 marca 1885         | Partia Republikańska                               | 12                                                                | Wybrany w 1879 |
| Wakat | Wakat                  | Wakat           | 4 marca 1885         | 19 maja 1885         |                                                    | 13                                                                | Parlament nie zdołał wybrać senatora |
| 10    | John A. Logan          |                 | 19 maja 1885         | 26 grudnia 1886      | Partia Republikańska                               | 13                                                                | Wybrany z opóźnieniem w 1885 Zmarł w trakcie pełnienia urzędu w 1886 |
| Wakat | Wakat                  | Wakat           | 26 grudnia 1886      | 19 stycznia 1887     |                                                    | 13                                                                | |
| 11    | Charles B. Farwell     |                 | 19 stycznia 1887     | 4 marca 1891         | Partia Republikańska                               | 13                                                                | Wybrany do dokończenia kadencji w wyborach specjalnych w 1887 Nie starał się o reelekcję w 1890                                                                               |
| 12    | John M. Palmer         |                 | 4 marca 1891         | 4 marca 1897         | Partia Demokratyczna                               | 14                                                                | Wybrany w 1890 Nie starał się o reelekcję w 1897 |
| 13    | William E. Mason       |                 | 4 marca 1897         | 4 marca 1903         | Partia Republikańska                               | 15                                                                | Wybrany w 1897 Nie starał się o reelekcję w 1903 |
| 14    | Albert J. Hopkins      |                 | 4 marca 1903         | 4 marca 1909         | Partia Republikańska                               | 16                                                                | Wybrany w 1903 Przegrał wybory w 1909 |
| Wakat | Wakat                  | Wakat           | 4 marca 1909         | 18 czerwca 1909      |                                                    | 17                                                                | Parlament nie zdołał wybrać senatora |
| 15    | William Lorimer        |                 | 18 czerwca 1909      | 13 lipca 1912        | Partia Republikańska                               | 17                                                                | Wybrany z opóźnieniem w 1909 Wybór unieważniony z powodu podejrzeń o korupcję                                                                                                 |
| Wakat | Wakat                  | Wakat           | 13 lipca 1912        | 26 marca 1913        |                                                    | 17                                                                | |
| 16    | Lawrence Yates Sherman |                 | 26 marca 1913        | 4 marca 1921         | Partia Republikańska                               | 17                                                                | Wybrany do dokończenia kadencji w wyborach specjalnych w 1913 |
| 16    | Lawrence Yates Sherman | 18              | 26 marca 1913        | 4 marca 1921         | Partia Republikańska                               | Reelekcja w 1914 Nie starał się o reelekcję w 1920                | |
| 17    | William B. McKinley    |                 | 4 marca 1921         | 7 grudnia 1926       | Partia Republikańska                               | 19                                                                | Wybrany w 1920 Przegrał prawybory w 1926 Zmarł przed końcem kadencji |
| 18    | Frank L. Smith         |                 | 7 grudnia 1926       |                      | Partia Republikańska                               | 19                                                                | Mianowany do dokończenia kadencji, będąc już wcześniej wybrany na pełną, 6-letnią kadencję Nie dopuszczony do zasiadania w Senacie z powodu podejrzeń o korupcję przy wyborze |
| Wakat | Wakat                  | Wakat           | 7 grudnia 1926       | 3 grudnia 1928       |                                                    | 19                                                                | Wybrany senator nie został dopuszczony do zasiadania w Senacie |
| Wakat | Wakat                  | Wakat           | 7 grudnia 1926       | 3 grudnia 1928       | 20                                                 | Zrezygnował w 1928                                                | |
| 19    | Otis F. Glenn          |                 | 3 grudnia 1928       | 4 marca 1933         | Partia Republikańska                               | 20                                                                | Wybrany do dokończenia kadencji w wyborach specjalnych w 1928 Przegrał wybory w 1932                                                                                          |
| 20    | William H. Dieterich   |                 | 4 marca 1933         | 3 stycznia 1939      | Partia Demokratyczna                               | 21                                                                | Wybrany w 1932 Nie starał się o reelekcję w 1938 |
| 21    | Scott W. Lucas         |                 | 3 stycznia 1939      | 3 stycznia 1951      | Partia Demokratyczna                               | 22                                                                | Wybrany w 1938 |
| 21    | Scott W. Lucas         | 23              | 3 stycznia 1939      | 3 stycznia 1951      | Partia Demokratyczna                               | Reelekcja w 1944 Przegrał wybory w 1950                           | |
| 22    | Everett Dirksen        |                 | 3 stycznia 1951      | 7 września 1969      | Partia Republikańska                               | 24                                                                | Wybrany w 1950 |
| 22    | Everett Dirksen        | 25              | 3 stycznia 1951      | 7 września 1969      | Partia Republikańska                               | Reelekcja w 1956                                                  | |
| 22    | Everett Dirksen        | 26              | 3 stycznia 1951      | 7 września 1969      | Partia Republikańska                               | Reelekcja w 1962                                                  | |
| 22    | Everett Dirksen        | 27              | 3 stycznia 1951      | 7 września 1969      | Partia Republikańska                               | Reelekcja w 1968 Zmarł w trakcie pełnienia urzędu w 1969          | |
| Wakat | Wakat                  | Wakat           | 7 września 1969      | 17 września 1969     |                                                    | 27                                                                | |
| 23    | Ralph Tyler Smith      |                 | 17 września 1969     | 3 listopada 1970     | Partia Republikańska                               | 27                                                                | Mianowany do dokończenia kadencji w 1969 Przegrał wybory specjalne o dokończenie kadencji w 1970                                                                              |
| Wakat | Wakat                  | Wakat           | 3 listopada 1970     | 17 listopada 1970    |                                                    | 27                                                                | |
| 24    | Adlai Stevenson III    |                 | 17 listopada 1970    | 3 stycznia 1981      | Partia Demokratyczna                               | 27                                                                | Wybrany do dokończenia kadencji w wyborach specjalnych w 1970 |
| 24    | Adlai Stevenson III    | 28              | 17 listopada 1970    | 3 stycznia 1981      | Partia Demokratyczna                               | Reelekcja w 1974 Nie starał się o reelekcję w 1980                | |
| 25    | Alan J. Dixon          |                 | 3 stycznia 1981      | 3 stycznia 1993      | Partia Demokratyczna                               | 29                                                                | Wybrany w 1980 |
| 25    | Alan J. Dixon          | 30              | 3 stycznia 1981      | 3 stycznia 1993      | Partia Demokratyczna                               | Reelekcja w 1986 Przegrał prawybory w 1992                        | |
| 26    | Carol Moseley Braun    |                 | 3 stycznia 1993      | 3 stycznia 1999      | Partia Demokratyczna                               | 31                                                                | Wybrana w 1992 Przegrała wybory w 1998 |
| 27    | Peter Fitzgerald       |                 | 3 stycznia 1999      | 3 stycznia 2005      | Partia Republikańska                               | 32                                                                | Wybrany w 1998 Nie starał się o reelekcję w 2004 |
| 28    | Barack Obama           |                 | 3 stycznia 2005      | 16 listopada 2008    | Partia Demokratyczna                               | 33                                                                | Wybrany w 2004 Zrezygnował w trakcie trwania kadencji, objąć urząd Prezydenta USA                                                                                             |
| Wakat | Wakat                  | Wakat           | 16 listopada 2008    | 12 stycznia 2009     |                                                    | 33                                                                | |
| 29    | Roland Burris          |                 | 12 stycznia 2009     | 29 listopada 2010    | Partia Demokratyczna                               | 33                                                                | Mianowany do kontynuowania kadencji w 2009 Zrezygnował po wyborze następcy |
| 30    | Mark Kirk              |                 | 29 listopada 2010    | 3 stycznia 2017      | Partia Republikańska                               | 33                                                                | Wybrany do dokończenia kadencji w wyborach specjalnych w 2010 |
| 30    | Mark Kirk              | 34              | 29 listopada 2010    | 3 stycznia 2017      | Partia Republikańska                               | Wybrany na pełną, 6-letnią kadencję w 2010 Przegrał wybory w 2016 | |
| 31    | Tammy Duckworth        |                 | 3 stycznia 2017      |                      | Partia Demokratyczna                               | 35                                                                | Wybrana w 2016 |
| 31    | Tammy Duckworth        | 36              | 3 stycznia 2017      | Reelekcja w 2022     | Partia Demokratyczna                               |                                                                   | |